# World Series of Poker 1982
1982 års World Series of Poker (WSOP) pokerturnering hölls vid Binion's Horseshoe.

## Inledande event
| Event                        | Vinnare                     | Pris (USD) | Tvåa  |
| ---------------------------- | --------------------------- | ---------- | ----- |
| $2 500 Ace to Five Draw      | Billy Baxter                | $48 750    | Okänt |
| $10 000 Deuce to Seven Draw  | Billy Baxter                | $95 000    | Okänt |
| $1 000 Seven Card Stud Split | Tom Cress                   | $44 000    | Okänt |
| $1 000 No Limit Hold'em      | Jim Doman                   | $96 000    | Okänt |
| $500 Ladies' Seven Card Stud | June Field                  | $16 000    | Okänt |
| $1 000 Seven Card Razz       | Nick Helm                   | $40 000    | Okänt |
| $800 Mixed Doubles           | David Sklansky & Dani Kelly | $8 800     | Okänt |
| $1 500 No Limit Hold'em      | Ralph Morton                | $123 000   | Okänt |
| $1 000 No Limit Hold'em      | John Paquette               | $101 000   | Okänt |
| $5 000 Seven Card Stud       | David "Chip" Reese          | $92 500    | Okänt |
| $1 000 Ace to Five Draw      | Vera Richmond               | $38 500    | Okänt |
| $1 000 Draw High             | David Sklansky              | $15 500    | Okänt |
| $1 000 Seven Card Stud       | Don Williams                | $56 000    | Okänt |

## Main Event
104 stycken deltog i Main Event. Varje deltagare betalade $10 000 för att delta.

### Finalbordet
| Placering | Namn           | Pris     |
| --------- | -------------- | -------- |
| 1         | Jack Straus    | $520 000 |
| 2         | Dewey Tomko    | $208 000 |
| 3         | Berry Johnston | $104 000 |
| 4         | Doyle Brunson  | $52 000  |
| 5         | A. J. Myers    | $52 000  |
| 6         | Dudy Roach     | $41 060  |